# Bent Mogensen
Bent Mogensen (død 1644) fra Skånes Fagerhult ved den dansk-svenske rigsgrænse mellem Skåne og Småland var en af svenskerne meget frygtet skånsk bondeleder og friskyttekaptajn under Horns krig 1644-45. Det lykkedes ham at hverve omkring 1.000 frivillige i sin hjemstavn til Danmarks forsvar, og han faldt selv i kamp mod svenskerne ved Markaryd i 1644. 
I Fagerhult er der rejst en statue over Bent Mogensen, som hilser gæster nordfra velkommen ved vej E4. Men i 2003 blev den vandaliseret. Ukendte har hugget hans arme og gevær af, og det er usikkert om statuen vil blive restaureret eller fjernet.